# Vejsil Ališan
Vejsil-efendija Ališan (1875 nebo 1878 Masurnica, Vranjský okruh, osmanská říše – ?) byl osmanský a jihoslovanský duchovní, předseda Ulema-medžlisu ve Skopji. Jeho etnický původ není jasný.

## Životopis
Islámskou základní školu, mekteb, navštěvoval v Preševu. Vyšší islámskou školu, medresu, pak dokončil v Kumanovu. Následně se zdokonaloval v islámských vědách v Istanbulu. Roku 1911 složil soudní zkoušku, opravňující jej vykonávat úřad šarí‘atského soudce. V době balkánských válek zůstal na území obsazeném srbskou armádou, načež byl roku 1913 jmenován šarí‘atským soudcem v Kumanovu. Po prolomení rakousko-srbské fronty roku 1915 se společně se srbskou armádou stáhl z Makedonie do Kosova, ale pro nepřízeň počasí se nevydal na strastiplnou pouť přes albánské hory k přístavu Drač a setrval v Đakovici. V tomto kosovském městě pak Ališana zastihla bulharská okupační armáda, která jej následně deportovala do Skopje, kde strávil ve vězení dva měsíce, načež byl internován v Kazanlaku a poté zajateckém táboře Gorno Paničerevo v Bulharsku. Po úspěšné ofenzivě srbské armády na soluňské frontě na podzim 1918 byl osvobozen a navrácen do předchozího úřadu. V Kumanovu působil až do roku 1920, poté byl jmenován okružním šarí‘atským soudcem ve Štipu. Po sjednocení všech islámských náboženských organizací na území Jugoslávie do jediné roku 1930 byl jmenován předsedou Ulema-medžlisu ve Skopji, jedné ze dvou nejvyšších duchovních rad islámské obce.
Za svůj loajální postoj k vládnoucímu režimu, zejména po zavedení královské diktatury v Jugoslávii roku 1929, byl odměněn vícero ordény. Dvakrát mu byl udělem Řád sv. Sávy IV. třídy, získal též Řád Jugoslávské koruny IV. třídy.